# Jardines de La Galera
Los jardines de La Galera constituyen un recinto con jardines árabes que datan del siglo X, ubicados entre la torre de Espantaperros y el inicio del recinto abaluartado de la ciudad de Badajoz, España.
En su interior se encuentran algunas piezas arqueológicas como por ejemplo:
- Puerta del antiguo seminario de San Atón: tras ser derribado de su emplazamiento en la plaza de San Atón, sus puertas de mármol fueron traídas a este lugar.
- Edificio de La Galera: edificio renacentista que ha sido usado como ayuntamiento, hospital, almacén de granos, escuela, cárcel y otros. En la actualidad es un almacén del Museo Arqueológico de Badajoz.
- Torre Vieja: ruinas de lo que debió ser una torre de las murallas medievales de la ciudad.
- Columnas visigodas: están situadas por todo el recinto como piezas de la muralla o los edificios.

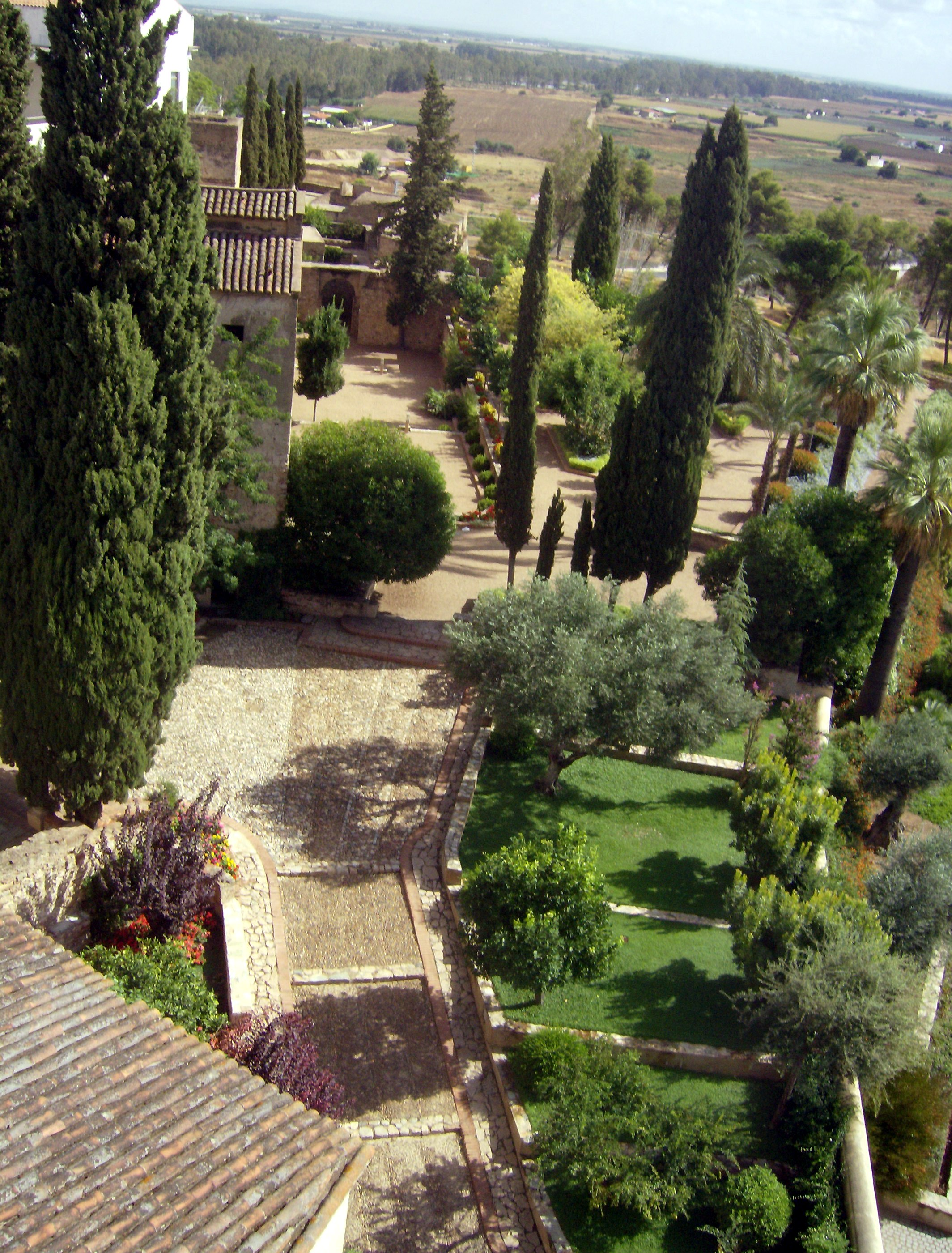
Vista cenital

Tiene además unos bellos jardines con un gran número de especies, que son dignas de ver en las épocas de floración. Fueron restaurados y abiertos al público en la primavera de 2007.